# Batalla de Muret
La batalla de Muret fue la batalla decisiva de la llamada cruzada albigense. Se libró el 12 de septiembre de 1213 en una llanura de la localidad fortificada occitana de Muret, unos doce kilómetros al sur de Toulouse. La contienda enfrentó a Pedro II de Aragón, sus vasallos y aliados, entre los que se encontraban Raimundo VI de Tolosa, Bernardo IV de Cominges y Raimundo Roger de Foix, contra las tropas cruzadas y las de Felipe II de Francia mandadas por Simón IV de Montfort.
El triunfo correspondió a las fuerzas de Simón de Montfort, quien se convirtió, como consecuencia de su victoria, en duque de Narbona, conde de Tolosa, vizconde de Béziers y vizconde de Carcasona. Las tropas aragonesas y occitanas sufrieron pérdidas notables (unos ochenta caballeros muertos y heridos, y un número elevado de peones), entre las que se destaca la muerte de Pedro II de Aragón el Católico. Su hijo de cinco años, el futuro rey Jaime I de Aragón, que estaba bajo custodia de Simón de Montfort, con cuya hija se había concertado el matrimonio futuro en un nuevo intento para resolver el conflicto, debió permanecer un año como rehén hasta que, por orden del papa Inocencio III, Montfort lo entregó a los templarios.
Esta batalla marcó el inicio de la dominación de los reyes franceses sobre Occitania. Fue también el comienzo del fin de la expansión aragonesa en la zona. Antes de la batalla, Pedro II de Aragón había recibido el vasallaje del conde de Tolosa, el de Foix y el de Cominges. Tras su derrota y muerte, su hijo y heredero Jaime I tan solo conservó el señorío de Montpellier por herencia de su madre, María de Montpellier. A partir de esta fecha, la expansión aragonesa se dirigió hacia Valencia y las Islas Baleares.

## Antecedentes

El espacio occitano-aragonés en vísperas de la batalla de Muret. En rojos y amarillos los dominios y vasallos de Pedro II de Aragón, en turquesa los antiguos territorios de los Trencavel, en cuya defensa se erigió Simón IV de Montfort.

A principios del siglo XIII, la herejía cátara se había afianzado en Occitania amenazando la doctrina de la Iglesia católica. El papa Inocencio III, después de lanzar una cruzada fallida contra los cátaros, intentó reconciliarse con el conde Raimundo VI de Tolosa. Sin embargo, Arnaldo Amalric, legado papal, y Simón IV de Montfort procuraban romper las negociaciones, exigiendo a Raimundo VI unas condiciones muy duras.
Raimundo VI buscó aliados con una ortodoxia católica indudable, y tras entrevistarse con diversos monarcas europeos, se alió con su cuñado Pedro II de Aragón. Este rey actuó como intermediario con el fin de encontrar una reconciliación, pero finalmente el papa Inocencio III se puso de parte de Simón IV de Montfort y proclamó la cruzada pensando que así erradicaría la herejía de forma definitiva. La cruzada comenzó con la masacre de Béziers y el sitio de Carcasona de 1209, continuando al año siguiente con el ataque a las fortalezas de Minerve, Termes y Cabaret.
En 1213, Simón de Montfort retomó su campaña contra el conde Raimundo VI de Tolosa. Este se retiró a su capital y pidió la intervención papal; el papa ordenó la celebración del concilio de Lavaur, que empezó el 15 de enero de 1213, y donde abogó por el retorno de los condados y tierras a sus titulares a cambio de la sumisión a la Iglesia. A pesar de que los congregados rechazaron la propuesta, el rey Pedro II de Aragón consiguió que el papa enviase un legado. Ante la evidencia de que los cruzados estaban determinados a vencer al conde de Tolosa y que la intervención del papa solo lograría retrasar los hechos, Pedro II de Aragón decidió acoger a los condes de Tolosa, Foix y Cominges, y, junto con las fuerzas de sus vasallos tradicionales (como el de los vizcondes de Bearne), combatir a los cruzados.
Montfort fue ocupando progresivamente las villas cercanas a Toulouse hasta que esta cayó en su poder. Entre las villas ocupadas se encontraba Muret, que había conquistado sin encontrar resistencia en 1212. Su situación estratégica, al estar situada entre los ríos Garona y Loja, determinó que Simón IV de Montfort la eligiera como base de operaciones, dejando una guarnición de treinta a sesenta caballeros, y setecientos peones de infantería.
A partir de agosto, Pedro II cruzó los Pirineos desde Canfranc o Benasque con unos mil caballeros y hombres de armas. Mientras se acercaba a Tolosa, los castillos de la cuenca del Garona que se habían rendido a los cruzados, se le fueron rindiendo fácilmente. Seguidamente, el rey envió su ejército hacia Muret, mientras Simón de Montfort se hallaba en Saverdun. Cuando este tuvo noticias del peligro, reunió sus tropas y se dirigió hacia Muret a toda velocidad, al encuentro de Pedro II de Aragón.

## Asedio de Muret

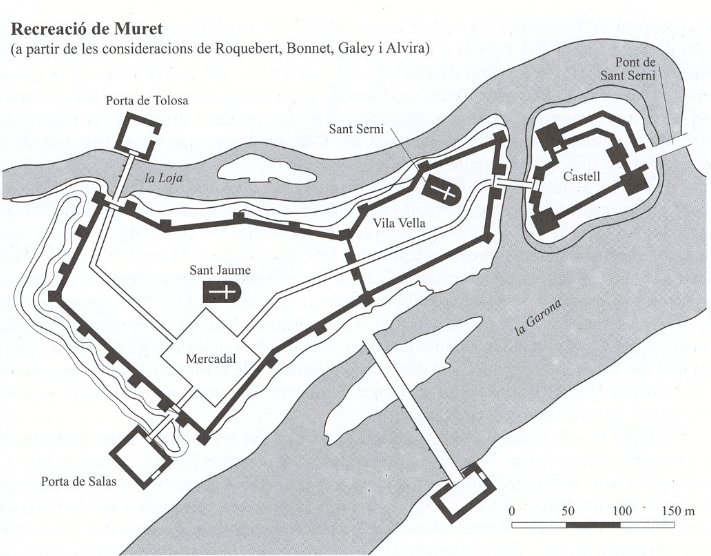
Plano de la ciudad de Muret en 1213, obra de F. X. Hernández.

El 10 de septiembre, las tropas de Pedro el Católico se unieron a las de sus aliados occitanos y montaron el campamento en el llano de la ribera izquierda del Garona. El campamento estaba situado a una distancia prudencial de la fortaleza de Muret. Según distintas hipótesis, alejado o cercano a las embarcaciones amarradas que habían llegado desde Tolosa llenas de provisiones, y contaban con unos 2000 caballeros (la caballería pesada de la época), la mitad aragoneses y la otra mitad occitanos; a este número podrían sumarse como máximo otros 2000 jinetes más ligeramente armados.
El ejército al mando del rey de Aragón estaba dividido en dos o tres haces o filas, según distintas hipótesis: la vanguardia estaba dirigida por Raimundo Roger de Foix; el haz central o medianera estaba al mando del propio monarca, Pedro II, en tanto que la tercera línea o zaga (que según otras teorías podría estar integrada en la primera) la comandaban Raimundo VI de Tolosa y Bernardo IV de Cominges.
El 10 de septiembre, el ejército tolosano-aragonés comenzó el asedio con almajaneques y otras armas de asedio. Simón de Montfort salió por una puerta distinta, oculto a las tropas del rey aragonés, y atacó con unos 900 caballeros, reservando un escuadrón que dirigía personalmente, el cual avanzó por la izquierda y atacó por el flanco; probablemente el ejército occitano-aragonés no pudo formar correctamente sus filas y los cruzados llegaron al cuerpo donde estaba el rey y lo mataron. En todo caso, existen al menos siete hipótesis diferentes sobre el desarrollo de la batalla.
Simón IV de Montfort, en clara inferioridad numérica, y con víveres para solo una jornada y a más de cien leguas de su base de operaciones, decidió no quedarse encerrado en el castillo de Muret y lanzó un ataque fulminante, utilizando la mejor arma de la caballería pesada, la carga. Organizó la caballería francesa en tres escuadrones de unos trescientos caballeros cada uno: el escuadrón de vanguardia lo dirigían Guillaume de Contres y Guillaume des Barres, el segundo escuadrón estaba mandado por Bouchard de Marly y el tercero por el propio Simón de Montfort.

## La batalla
La madrugada del 13 de septiembre, la infantería tolosana reinició los trabajos de asedio, atacando las puertas de la muralla mientras la caballería vigilaba la posible salida de los cruzados. Por la tarde, la mayor parte de la caballería aragonesa se retiró para descansar, y ese fue el momento elegido por Simón de Montfort para atacar con su tropa descansada saliendo por la puerta de Salas, en dirección suroeste y que los sitiadores no podían ver, doblando una esquina de la muralla del castillo, girando luego en dirección norte y atravesando el río Louge por un vado para enfrentarse al ejército del rey de Aragón.
La caballería cruzada emergió, de repente, del nivel del lecho del río avanzando hacia el llano y sorprendiendo a los sitiadores. Los dos primeros cuerpos giraron a la izquierda, y la primera de las tres acometidas de los franceses fue respondida por las tropas de Raimundo Roger de Foix, pero tuvieron que replegarse rápidamente ante la impetuosidad de la caballería francesa, tomando el relevo las tropas del rey aragonés. Los franceses, con su gran maniobrabilidad y conservando la formación, mantuvieron la ventaja numérica en las dos acometidas siguientes y no permitieron que los aragoneses se reagruparan.

E'N Simon de Montfort era en Murel be ab .DCCC. homens a caval tro en .M., e nostre pare vench sobr'ell prop d'aquel loch on el estava. E foren ab el d'Aragó don Miquel de Luzia, e don Blascho d'Alagó, e don Roderich de Liçana, e don Ladro, e don Gomes de Luna, e don Miquel de Roda, e don G. de Puyo, e don Azmar Pardo, et d'altres de sa maynade molts qui a nos no poden membrar : mas tant nos membre que'ns dixeren aquels que'y avien estat, e sabien lo feyt, que levat don Gomes, e don Miquel de Roda, e Azmar Pardo, e alguns de sa meynade que'y moriren, qu'els altres lo desempararen en la batalla, e se'n fugiren : hí de Catalunya En Dalmau de Crexel, e N'Uch de Mataplana, e En G. d'Orta, e En Bernat dez Castel bisbal, e aquels fugiren ab los altres. Mas be sabem per cert que don Nuno Sanxes, e En G. de Montcada que fiyl d'En G. R. e de Na G. de Castelviy, no foren en la batayla, ans enviaren missatge al Rey que'ls esperas, e'l Rey no'ls volch esperar : e feu la batayla ab aquels qui eren ab el.
La Batalla de Muret, según el Llibre dels fets.

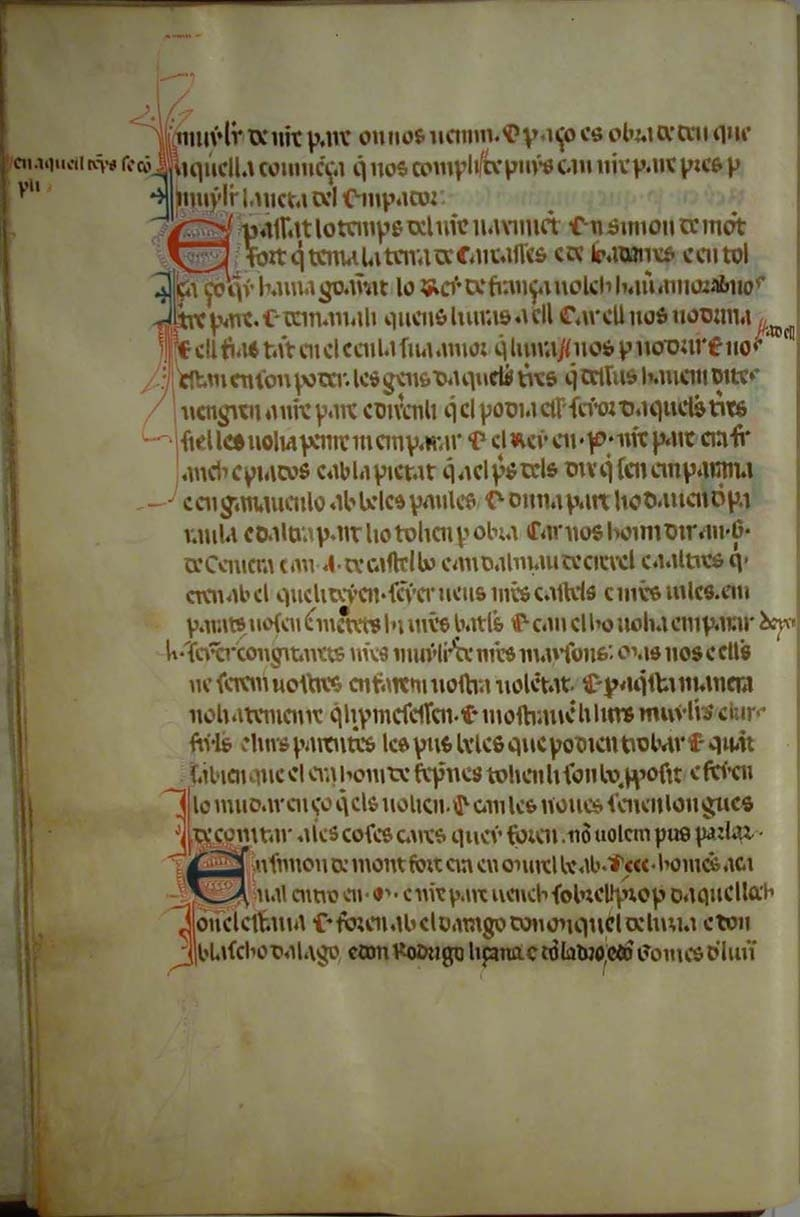
La batalla de Muret según el Libre dels fets.

Pedro el Católico había decidido probar su valía como caballero cambiándose la armadura con uno de sus hombres para enfrentarse como simple caballero a Simón de Montfort, pero el objetivo cruzado era el de matar al monarca a cualquier precio porque la defensa de la Iglesia justificaba todas las acciones, y así se lo encargó a dos de sus caballeros, Alain de Roucy y Florent de Ville, que abatieron al caballero que vestía la armadura real y después al propio rey cuando este se descubrió al grito de «El rei, heus-el aquí!» ('Aquí está el rey'), a pesar de haber acabado con algunos de sus atacantes, todo ello según la crónica de Bernat Desclot, fuente muy tardía, teniendo en cuenta que ni las contemporáneas al hecho ofrecen datos fiables.
La noticia de la muerte de Pedro II extendió el pánico entre el resto del ejército, que fue completamente derrotado al ser sorprendido por un ataque por el flanco efectuado por las tropas de reserva de Montfort, que motivó que los caballeros aragoneses emprendieran la retirada. Los peones del contingente provenzal, que eran siempre muy numerosos, y que aún no habían participado en el combate, viéndose desbordados por el alud de caballeros aragoneses y occitanos que retrocedían de forma desordenada, fueron alcanzados por los caballeros franceses y sufrieron muchas bajas. No sucedió tal cosa con la caballería, que logró huir, a excepción de los magnates que constituían la mesnada real de Pedro II, y que tenían como misión última defender a su monarca, los cuales sufrieron también notables bajas, que se podrían cuantificar en unos ochenta caballeros entre muertos y heridos.

E aquí mori nostre pare car axi ho ha fat me linatge totstemps que en les batalles que ells han fetes, he nos farem, deuem vencre o morir.
Y aquí murió nuestro padre, porque así ha acostumbrado a hacerlo siempre nuestro linaje, en las batallas que ellos han hecho o haremos nosotros, vencer o morir.
Jaime I, Llibre des fets.

## Consecuencias

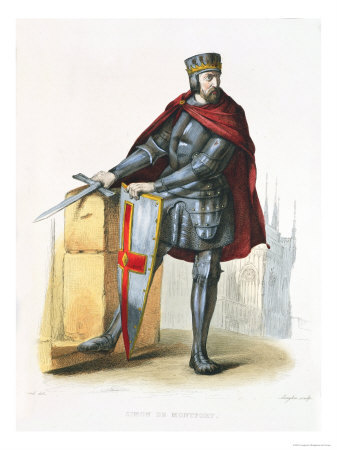
Simón IV de Montfort. Ilustración de 1835.

Simón IV de Montfort obtuvo el triunfo en la batalla, convirtiéndose así en duque de Narbona, conde de Tolosa y vizconde de Beziers y Carcasona. Los condes de Foix y de Cominges volvieron a sus feudos, y el conde de Tolosa viajó a Inglaterra para encontrarse con Juan I, dejando a los cónsules de Tolosa para que negociaran con los jefes de la cruzada. A pesar de que el hijo de Raimundo VI, Raimundo VII, arrebató al poco tiempo el poder a Simón de Montfort, esta batalla marcó el preludio de la dominación francesa sobre Occitania y el final de la expansión de la Casa de Aragón-Barcelona y de la Corona de Aragón en la región, ya que Pedro II había conseguido el vasallaje de los condados de Tolosa, Foix y Cominges, y según el autor francés Michel Roquebert, el final de la posible formación de un poderoso reino aragonés-catalán-occitano que hubiera cambiado el curso de la historia de España. La Corona se centró a partir de entonces en la Reconquista de la península ibérica, que se había repartido unas décadas antes con los tratados de Tudilén y de Cazorla.
El cadáver de Pedro II, que había sido excomulgado por el mismo que lo había coronado, fue recogido por los caballeros hospitalarios de Tolosa, fue enterrado provisionalmente en el monasterio-hospital de Santa Cristina en Somport, hasta que en 1217, una bula del papa Honorio III autorizó el traslado de sus restos al Real Monasterio de Santa María de Sigena, donde fue inhumado fuera del recinto sagrado.
El hijo de Pedro II, el futuro Jaime I, que en aquel momento contaba 5 años de edad, se encontraba bajo la custodia de Simón de Montfort. Tras la muerte de Pedro II, Jaime quedó huérfano de padre y madre, ya que ese mismo año su madre, la reina María de Montpellier, falleció en Roma, a donde había viajado para defender la indisolubilidad de su matrimonio. Ante esta situación, se envió una embajada del reino a Roma para pedir la intervención de Inocencio III. El papa, en una bula y por medio del legado Pedro de Benevento, obligó a Montfort a ceder la tutela del infante Jaime a los caballeros templarios de la Corona de Aragón.

Y al hijo de Pedro, rey de Aragón, de ínclita memoria, que tú retienes, lo hagas restituir a su reino (...) y porque sería muy indecente que, desde ahora en adelante y con cualquier razón, retuvieres al hijo de dicho rey, quien has de entregar en manos de dicho legado, por que pueda proveer como le parezca oportuno. De otra forma el legado actuará tal y como ha recibido instrucciones de nuestra viva voz.
Bula de Inocencio III a Simón IV de Montfort.

La entrega del joven Jaime se produjo finalmente en Narbona en la primavera de 1214, donde le esperaba una delegación de notables de su reino, entre los que figuraba el maestre de los templarios en Aragón, Guillermo de Montredón. La tutela del monarca recayó en este último. Los templarios lo instruyeron como rey en el castillo de Monzón, en la actual provincia de Huesca, junto a su primo Ramón Berenguer V de Provenza. Antes de llegar a Monzón, se detuvieron en Lérida, donde las Cortes le juraron fidelidad.
Mientras, el regente Sancho Raimúndez se disputaba la soberanía con el tío de Jaime, Fernando de Aragón. En el momento más crítico, en el que los nobles catalanes estaban a punto de iniciar una guerra civil por la soberanía en contra de los de Aragón, Jaime, con tan solo nueve años de edad, y aconsejado por los caballeros templarios, tomó la Corona y todos los nobles juraron fidelidad al monarca. De ahí en adelante, la expansión aragonesa de Jaime I y sus sucesores se dirigió hacia las tierras de Valencia y el Mediterráneo.
El dominico Raimundo de Peñafort, uno de los principales consejeros de Jaime I, introdujo la Inquisición en la Corona de Aragón con la misión de perseguir a los cátaros. En Occitania, durante todo el siglo XIII y principios del XIV, los cátaros sufrieron una dura persecución llevada a cabo por la Inquisición y dirigida por los monjes de la Orden de los Padres Predicadores, conocidos como dominicos. Los últimos núcleos de cátaros se refugiaron en el castillo de Quéribus, última fortaleza caída, en cuevas y espulgas (cuevas fortificadas) de los valles altos de los Pirineos, especialmente en el Ariège, y muchos escaparon a territorios de la Corona aragonesa. Lérida, Puigcerdá, Prades o Morella se convirtieron en centros de cátaros occitanos. En Morella vivió el último «perfecto» cátaro conocido, Guillaume Bélibaste, hasta ser capturado en la localidad próxima de San Mateo, para posteriormente ser interrogado por la Inquisición, trasladado y quemado en la hoguera en Villerouge-Termenès.